# Колумбийская либеральная партия
Колумбийская либеральная партия (исп. Partido Liberal Colombiano, известна также как «L») — одна из двух (наряду с Колумбийской консервативной партией) ведущих политических партий в Колумбии с середины XIX века. Партия на протяжении длительного времени поддерживала контакты с Социнтерном (что способствовало восприятию ей социал-демократических идей), пока не вступила в него в 1999 году.
Партия была основана в 1848 году. Изначально партия была основным противником Консервативной партии. В 1948 году обострение конфликта между консерваторами и либералами после убийства лидера последних, деятеля левого крыла партии Хорхе Гайтана, вылилось в кровавую десятилетнюю «Ла Виоленсию». В 1957 году консерваторы и либералы, однако, договорились о примирении и создании Национального фронта сроком на 12 лет (кандидаты НФ от КЛП участвовали и побеждали на выборах 1958 и 1966 годов).
В партии состояло более половины президентов Колумбии с середины XIX века. Последним из них был Эрнесто Сампер Писано, занимавший пост президента с 1994 по 1998 год. В 2002 году Альваро Урибе, используя кризис доверия к консерваторам и либералам, стал первым за долгое время демократически избранным президентом, не принадлежащим ни к одной из двух ведущих партий. В 2010 году его преемником был выбран Хуан Мануэль Сантос, представляющий созданную Урибе Социальную партию национального единства. На этих выборах либеральный кандидат Рафаэль Пардо получил 638 302 (4,38%) голосов и занял шестое место.
На парламентских выборах 2010 года партия получила 1 856 068 (19,3%) голосов на выборах в Палату представителей и 37 из 166 депутатских мест, а также 1 763 908 (16,3%) голосов на выборах в Сенат и 17 из 102 сенаторских кресел.

## Результаты партийных кандидатов на президентских выборах (с 1974)
|  |